# Ліфтер (деталь)

Рис. 1. Елементи футерування завантажувальної торцевої стінки барабана млина самоподрібнення: а — броньові плити, б — ліфтери).

Рис. 2. Знос елементів футеровки млинів ММС–90–30А:
1,2 – футерування та ліфтери завантажувальної торцевої стінки; 3,4 – футерування та ліфтери обичайки барабана; 5, в – грати і ліфтери розвантаження; № 3, 5, 6 – номера футеровок і ліфтерів обичайки.

Ліфтери — конструктивний елемент скрубера, млина самоподрібнення тощо.
Призначені для підняття і перемішування оброблюваного матеріалу (гірничої маси).
Наприклад, ліфтери млина самоподрібнення є балками завдовжки 1185 мм, загальною висотою 328 і завтовшки 150 мм (рис. 1, б). Висота робочої частини ліфтерів 268 мм. За допомогою спеціальних виступів висотою 60 мм ліфтери вставляються у відповідні гнізда в плитах футеровки і кріпляться за допомогою двох болтів з потайними голівками до обичайки барабана. Плити і ліфтери обичайки виготовляються з марганцевистої сталі або зі зносостійкого чавуну ВЧ–4.
Ліфтери в млинах відіграють важливу роль, оскільки при обертанні барабана млина вони захоплюють шматки руди, підіймають їх на певну висоту, падаючи з якої руда самоподрібнюється. Тому від конструкції й розташування ліфтерів значною мірою залежить ефективність процесу самоподрібнення.
На рис. 2 показано знос елементів футеровки, локалізація і знос ліфтерів млинів самоподрібнення ММС–90–30А.